# Глицеринова киселина
Глицериновата киселина е естествена три-въглеродна захарна киселина. Солите и естерите на глицериновата киселина се наричат глицерати.
- D-Глицерат
- L-Глицерат

Няколко фосфатни производни на глицериновата киселина като 2-фосфоглицерат, 3-фосфоглицерат, 2,3-бифосфоглицерат, и 1,3-бифосфоглицерат, са изключително важни междинни метаболити в гликолизата и други метаболитни вериги.
|                    |  |                    |  |                        |  |                        |
| 2-фосфо-D-глицерат |  | 3-фосфо-D-глицерат |  | 1,3-бифосфо-D-глицерат |  | 2,3-бифосфо-D-глицерат |